# 残废软件
殘廢軟體（英語：Crippleware）是一種試用形式的軟體，它的特點在於用户付費（一次性付費或持續付費）前會限制一些重要的功能，例如儲存、列印甚至輸入。有些殘廢軟體其實已是一個完整的軟體，只要輸入一個序列號就能正常使用。正是因此，殘廢軟體比較容易遭到破解。
討厭殘廢軟體的使用者通常認為殘廢軟體無法讓其真正地了解該軟體的操作使用。